# Kerivoula intermedia
Kerivoula intermedia — вид рукокрилих родини Лиликові (Vespertilionidae).

## Поширення
Країни поширення: Бруней-Даруссалам, Індонезія, Малайзія. Цей вид поширений у первинних лісах.

## Загрози та охорона
Втрата середовища проживання через вирубку, сільське господарство, насадження плантацій і лісові пожежі є серйозною загрозою для цього виду. Записаний у заповіднику на півострові Малакка.